# La Sinforosa
La Sinforosa és un grup de música de cercaviles de Manlleu actiu des del 5 de gener de 1984 quan amb la intenció inicial de donar resposta a la necessitat de trobar músics per a tocar en una cercavila, la d'acompanyament de la cavalcada de Reis de Sant Hipòlit de Voltregà d'aquell dia, Marcel·lí Druguet (saxo), Pep Solà, Josep Pous i Josep Maria Pujol, que en van ser quatre dels sis membres fundadors, van llançar, un cop finalitzada aquesta, la idea de donar-li continuïtat i encara està fent actuacions amb un repertori que va de cançons més populars al rock passant pel swing, la salsa, ...
En els seus deu primers anys d'existència va fer unes set-centes actuacions arreu del país: cercaviles de festa major i de carnavals, festes d'inauguració, casaments, bateigs i tota mena de celebracions, en una ocasió vestits de pirates, també van estar a la inauguració de la Vila Olímpica del Poblenou, han tocat dins d'un ascensor d'IBM. Van treballar, durant una temporada, amb el grup de teatre la Farinera de Granollers que durant els anys 80 va tenir molt ressò, on els van contractar per tocar malament.
Al 1984 el formaven sis components, al 1994 estava integrat per sis músics (quatre vents i dos percussionistes) i una persona d'animació amb xanques o amb monocicle, durant la seva dilatada activitat ha tingut diferents membres.